# Campeonato Brasileiro de Futebol Sub-20 de 2017
O Campeonato Brasileiro de Futebol Sub-20 de 2017 foi a terceira edição da competição organizada pela Confederação Brasileira de Futebol (CBF), disputada apenas por jogadores nascidos a partir de 1997, ou seja, a competição é restrito à categoria Sub-20.
O Cruzeiro conquistou o título inédito, após derrotar o Coritiba nas penalidades. As equipes haviam empatados os confrontos da decisão por 1–1.

## Participantes
| Equipe              | Cidade         | Estado | Estádio (mando)         | Capacidade | Títulos        |
| ------------------- | -------------- | ------ | ----------------------- | ---------- | -------------- |
| Atlético Mineiro    | Belo Horizonte | MG     | Arena do Jacaré         | 18 870     | 0 (não possui) |
| Atlético Paranaense | Curitiba       | PR     | Francisco Muraro        | 3 000      | 0 (não possui) |
| Botafogo            | Rio de Janeiro | RJ     | Arena Botafogo          | 6 000      | 1 (2016)       |
| Chapecoense         | Chapecó        | SC     | Arena Condá             | 15 765     | 0 (não possui) |
| Corinthians         | São Paulo      | SP     | Arena Barueri           | 31 452     | 0 (não possui) |
| Coritiba            | Curitiba       | PR     | Couto Pereira           | 40 310     | 0 (não possui) |
| Cruzeiro            | Belo Horizonte | MG     | Arena do Jacaré         | 18 870     | 0 (não possui) |
| Figueirense         | Florianópolis  | SC     | Orlando Scarpelli       | 19 584     | 0 (não possui) |
| Flamengo            | Rio de Janeiro | RJ     | Gávea                   | 4 000      | 0 (não possui) |
| Fluminense          | Rio de Janeiro | RJ     | Laranjeiras             | 8 000      | 1 (2015)       |
| Goiás               | Goiânia        | GO     | Hailé Pinheiro          | 10 000     | 0 (não possui) |
| Grêmio              | Porto Alegre   | RS     | Arena Alviazul          | 7 000      | 0 (não possui) |
| Internacional       | Porto Alegre   | RS     | Morada dos Quero-Queros | 2 000      | 0 (não possui) |
| Palmeiras           | São Paulo      | SP     | Martins Pereira         | 14 500     | 0 (não possui) |
| Ponte Preta         | Campinas       | SP     | Moisés Lucarelli        | 17 728     | 0 (não possui) |
| Santos              | Santos         | SP     | Vila Belmiro            | 16 798     | 0 (não possui) |
| São Paulo           | São Paulo      | SP     | Laudo Natel             | 1 500      | 0 (não possui) |
| Sport               | Recife         | PE     | Ilha do Retiro          | 32 983     | 0 (não possui) |
| Vasco da Gama       | Rio de Janeiro | RJ     | São Januário            | 24 584     | 0 (não possui) |
| Vitória             | Salvador       | BA     | Barradão                | 35 632     | 0 (não possui) |

## Primeira fase
A primeira fase do torneio foi disputada pelas vinte equipes participantes, divididas em quatro grupos com cinco cada. Essa fase foi composta por confrontos dentro dos grupos em turno único. No final, as duas melhores equipes de cada grupo se classificaram para a próxima fase. Além disso, foi adotado os seguintes critérios de desempates durante a fase:
- Maior número de vitórias;
- Maior saldo de gols;
- Maior número de gols pró;
- Menor número de cartões vermelhos recebidos;
- Menor número de cartões amarelos recebidos;
- Sorteio.

### Grupo A
| Pos | Equipes       | Pts | J | V | E | D | GP | GC | SG |
| --- | ------------- | --- | - | - | - | - | -- | -- | -- |
| 1   | Chapecoense   | 9   | 4 | 3 | 0 | 1 | 6  | 3  | +3 |
| 2   | Botafogo      | 5   | 4 | 1 | 2 | 1 | 5  | 4  | +1 |
| 3   | Internacional | 5   | 4 | 1 | 2 | 1 | 4  | 3  | +1 |
| 4   | Santos        | 5   | 4 | 1 | 2 | 1 | 5  | 5  | 0  |
| 5   | Sport         | 2   | 4 | 0 | 2 | 2 | 4  | 9  | –5 |

|               | BOT | CHA | INT | SAN | SPT |
| ------------- | --- | --- | --- | --- | --- |
| Botafogo      | —   |     |     | 2–3 | 1–1 |
| Chapecoense   | 0–2 | —   |     |     | 3–0 |
| Internacional | 0–0 | 0–1 | —   |     |     |
| Santos        |     | 1–2 | 0–0 | —   |     |
| Sport         |     |     | 2–4 | 1–1 | —   |

|  | Zona de classificação para a próxima fase |

### Grupo B
| Pos | Equipes          | Pts | J | V | E | D | GP | GC | SG |
| --- | ---------------- | --- | - | - | - | - | -- | -- | -- |
| 1   | São Paulo        | 8   | 4 | 2 | 2 | 0 | 5  | 2  | +3 |
| 2   | Fluminense       | 5   | 4 | 1 | 2 | 1 | 4  | 4  | 0  |
| 3   | Atlético Mineiro | 4   | 4 | 1 | 1 | 2 | 4  | 5  | –1 |
| 4   | Figueirense      | 4   | 4 | 0 | 4 | 0 | 1  | 1  | 0  |
| 5   | Ponte Preta      | 3   | 4 | 0 | 3 | 1 | 2  | 4  | –2 |

|                  | CAM | FIG | FLU | PON | SPO |
| ---------------- | --- | --- | --- | --- | --- |
| Atlético Mineiro | —   | 0–0 | 1–2 |     |     |
| Figueirense      |     | —   |     | 1–1 | 0–0 |
| Fluminense       |     | 0-0 | —   | 0–0 |     |
| Ponte Preta      | 1-3 |     |     | —   | 0–0 |
| São Paulo        | 2–0 |     | 3–2 |     | —   |

|  | Zona de classificação para a próxima fase |

### Grupo C
| Pos | Equipes     | Pts | J | V | E | D | GP | GC | SG |
| --- | ----------- | --- | - | - | - | - | -- | -- | -- |
| 1   | Coritiba    | 10  | 4 | 3 | 1 | 0 | 8  | 4  | +4 |
| 2   | Grêmio      | 9   | 4 | 3 | 0 | 1 | 8  | 6  | +2 |
| 3   | Flamengo    | 6   | 4 | 2 | 0 | 2 | 10 | 3  | +7 |
| 4   | Goiás       | 2   | 4 | 0 | 2 | 2 | 6  | 13 | –7 |
| 5   | Corinthians | 1   | 4 | 0 | 1 | 3 | 3  | 9  | –6 |

|             | COR | CTB | FLA | GOI | GRE |
| ----------- | --- | --- | --- | --- | --- |
| Corinthians | —   | 0–1 | 0–3 |     |     |
| Coritiba    |     | —   | 1–0 |     | 3–1 |
| Flamengo    |     |     | —   | 6–0 | 1–2 |
| Goiás       | 2–2 | 3–3 |     | —   |     |
| Grêmio      | 3–1 |     |     | 2-1 | —   |

|  | Zona de classificação para a próxima fase |

### Grupo D
| Pos | Equipes             | Pts | J | V | E | D | GP | GC | SG |
| --- | ------------------- | --- | - | - | - | - | -- | -- | -- |
| 1   | Atlético Paranaense | 7   | 4 | 2 | 1 | 1 | 4  | 2  | +2 |
| 2   | Cruzeiro            | 7   | 4 | 2 | 1 | 1 | 6  | 5  | +1 |
| 3   | Palmeiras           | 6   | 4 | 2 | 0 | 2 | 4  | 4  | 0  |
| 4   | Vasco da Gama       | 4   | 4 | 1 | 1 | 2 | 4  | 5  | –1 |
| 5   | Vitória             | 3   | 4 | 0 | 3 | 1 | 5  | 7  | –2 |

|                     | CAP | CRU | PAL | VAS | VIT |
| ------------------- | --- | --- | --- | --- | --- |
| Atlético Paranaense | —   |     | 2–0 |     | 1–1 |
| Cruzeiro            | 1–0 | —   | 0–1 |     |     |
| Palmeiras           |     |     | —   | 0–1 | 3–1 |
| Vasco da Gama       | 0–1 | 2–3 |     | —   |     |
| Vitória             |     | 2–2 |     | 1–1 | —   |

|  | Zona de classificação para a próxima fase |

## Segunda fase
A segunda fase do torneio foi disputada pelas oito equipes classificadas, divididas em dois grupos com quatro cada. Essa fase foi composta por confrontos dentro dos grupos em turno e returno. No final, as duas melhores equipes de cada grupo se classificaram para a próxima fase. Além disso, foi adotado os seguintes critérios de desempates durante a fase:
- maior número de vitórias;
- maior saldo de gols;
- maior número de gols pró;
- confronto direto;
- maior número de vitórias (soma das fases);
- maior saldo de gols (soma das fases);
- maior número de gols pró (soma das fases);
- menor número de cartões vermelhos recebidos (soma das fases);
- menor número de cartões amarelos recebidos (soma das fases);
- sorteio.

### Grupo E
| Pos. | Equipe              | Pts | J | V | E | D | GP | GC | SG |
| ---- | ------------------- | --- | - | - | - | - | -- | -- | -- |
| 1    | Atlético Paranaense | 11  | 6 | 3 | 2 | 1 | 6  | 3  | +3 |
| 2    | Coritiba            | 10  | 6 | 3 | 1 | 2 | 10 | 6  | +4 |
| 3    | Botafogo            | 10  | 6 | 3 | 1 | 2 | 8  | 7  | +1 |
| 4    | Grêmio              | 2   | 6 | 0 | 2 | 4 | 4  | 12 | –8 |

|                     | CAP | BOT | CTB | GRE |
| ------------------- | --- | --- | --- | --- |
| Atlético Paranaense | —   | 1–0 | 1–0 | 2–2 |
| Botafogo            | 0–2 | —   | 2–2 | 3–1 |
| Coritiba            | 1–0 | 1–2 | —   | 4–1 |
| Grêmio              | 0–0 | 0–1 | 0–2 | —   |

### Grupo F
| Pos. | Equipe      | Pts | J | V | E | D | GP | GC | SG |
| ---- | ----------- | --- | - | - | - | - | -- | -- | -- |
| 1    | São Paulo   | 13  | 6 | 4 | 1 | 1 | 9  | 3  | +6 |
| 2    | Cruzeiro    | 11  | 6 | 3 | 2 | 1 | 7  | 4  | +3 |
| 3    | Fluminense  | 6   | 6 | 1 | 3 | 2 | 7  | 3  | –1 |
| 4    | Chapecoense | 3   | 6 | 1 | 0 | 5 | 3  | 11 | –8 |

|             | CHA | CRU | FLU | SPO |
| ----------- | --- | --- | --- | --- |
| Chapecoense | —   | 0–3 | 3–2 | 0–2 |
| Cruzeiro    | 1–0 | —   | 1–1 | 1–0 |
| Fluminense  | 1–0 | 1–1 | —   | 1–1 |
| São Paulo   | 2–0 | 2–0 | 2–1 | —   |

## Terceira fase
| Equipe 1 | Total    | Equipe 2            | Ida | Volta |
| -------- | -------- | ------------------- | --- | ----- |
| Coritiba | 2–0      | São Paulo           | 0–0 | 2–0   |
| Cruzeiro | 1–1 (gf) | Atlético Paranaense | 0–0 | 1–1   |

### Confrontos
Ida
| 27 de setembro | Coritiba | 0 – 0     | São Paulo | Couto Pereira, Curitiba                   |
| 17:00          |          | Relatório |           | Árbitro: PR José Mendonça da Silva Junior |

| 28 de setembro | Cruzeiro | 0 – 0     | Atlético Paranaense | Arena do Calçado, Nova Serrana             |
| 21:00          |          | Relatório |                     | Árbitro: MG Murilo Francisco Misson Junior |

Volta
| 3 de outubro | São Paulo | 0 – 2     | Coritiba                     | Arena Barueri, Barueri                   |
| 16:00        |           | Relatório | Thalisson 43' · Mosquito 69' | Árbitro: SP Rodrigo Gomes Paes Domingues |

| 4 de outubro | Atlético Paranaense | 1 – 1     | Cruzeiro       | Arena da Baixada, Curitiba |
| 19:15        | Marcelo 71'         | Relatório | Vitor Hugo 84' | Árbitro: PR Fabio Filipus  |

## Final
Os confrontos válidas pela final entre Cruzeiro e Coritiba, foram disputados nos dias 12 e 20 de outubro, seguindo os mesmos critérios da fase anterior, exceto os gols marcados como visitantes.
| Time 1   |             | Time 2   | Ida | Volta |
| -------- | ----------- | -------- | --- | ----- |
| Cruzeiro | 2–2 (7–6 p) | Coritiba | 1–1 | 1–1   |

Ida
| 12 de outubro | Cruzeiro          | 1 – 1     | Coritiba      | Estádio Independência, Belo Horizonte |
| 16:30         | Juninho 51' (pen) | Relatório | Thalisson 82' | Árbitro: MG Wanderson Alves de Sousa  |

| Cruzeiro | Coritiba |

Volta
| 20 de outubro | Coritiba           | 1 – 1     | Cruzeiro   | Estádio Couto Pereira, Curitiba |
| 16:30         | Gustavo Soares 36' | Relatório | Jonata 63' | Árbitro: PR Adriano Milczvski   |

| |       | Penalidades                                                                     |  |
| Mosquito Romeu Martins Thalisson Fernandinho Julio Rusch Fernando Diniz Romércio Vitor Carvalho Moser | 6 − 7 | Nickson Vander Cesinha Juninho Thonny Anderson Marcio Victor Luiz Gustavo Lucas |  |

| Coritiba | Cruzeiro |

## Premiação
| Campeonato Brasileiro Sub-20 de 2017 |
| Minas Gerais                         |
| ------------------------------------ |
| Cruzeiro Campeão (1° título)         |

## Artilharia
Atualizado em 20 de outubro de 2017.
| Gols | Jogador        | Time         |
| ---- | -------------- | ------------ |
| 9    | Mosquito       | Coritiba     |
| 5    | Jonata         | Cruzeiro     |
| 4    | Gustavo Soares | Coritiba     |
| 4    | Caique         | São Paulo    |
| 4    | Lincoln        | Flamengo     |
| 3    | 6 jogadores    | 6 jogadores  |
| 2    | 21 jogadores   | 21 jogadores |
| 1    | 69 jogadores   | 69 jogadores |

## Classificação geral
| Pos | Times               | Pts | J  | V | E | D | GP | GC | SG  | Classificação               |
| --- | ------------------- | --- | -- | - | - | - | -- | -- | --- | --------------------------- |
| 1   | Cruzeiro            | 22  | 14 | 5 | 7 | 2 | 16 | 12 | +4  | Finalistas                  |
| 2   | Coritiba            | 26  | 14 | 7 | 5 | 2 | 22 | 12 | +10 | Finalistas                  |
| 3   | São Paulo           | 22  | 12 | 6 | 4 | 2 | 14 | 7  | +7  | Semifinalistas              |
| 4   | Atlético Paranaense | 20  | 12 | 5 | 5 | 2 | 11 | 6  | +5  | Semifinalistas              |
| 5   | Botafogo            | 15  | 10 | 4 | 3 | 3 | 13 | 11 | +2  | Eliminados na segunda fase  |
| 6   | Chapecoense         | 12  | 10 | 4 | 0 | 6 | 9  | 14 | –5  | Eliminados na segunda fase  |
| 7   | Grêmio              | 11  | 10 | 3 | 2 | 1 | 12 | 18 | –6  | Eliminados na segunda fase  |
| 8   | Fluminense          | 11  | 10 | 2 | 5 | 3 | 11 | 7  | +4  | Eliminados na segunda fase  |
| 9   | Flamengo            | 6   | 4  | 2 | 0 | 2 | 10 | 3  | +7  | Eliminados na primeira fase |
| 10  | Palmeiras           | 6   | 4  | 2 | 2 | 0 | 4  | 4  | 0   | Eliminados na primeira fase |
| 11  | Internacional       | 5   | 4  | 1 | 2 | 1 | 4  | 3  | +1  | Eliminados na primeira fase |
| 12  | Santos              | 5   | 4  | 1 | 2 | 1 | 5  | 5  | 0   | Eliminados na primeira fase |
| 13  | Atlético Mineiro    | 4   | 4  | 1 | 1 | 2 | 4  | 5  | –1  | Eliminados na primeira fase |
| 14  | Vasco da Gama       | 4   | 4  | 1 | 1 | 2 | 4  | 5  | –1  | Eliminados na primeira fase |
| 15  | Figueirense         | 4   | 4  | 0 | 4 | 0 | 1  | 1  | 0   | Eliminados na primeira fase |
| 16  | Vitória             | 3   | 4  | 0 | 3 | 1 | 5  | 7  | –2  | Eliminados na primeira fase |
| 17  | Ponte Preta         | 3   | 4  | 0 | 3 | 1 | 2  | 4  | –2  | Eliminados na primeira fase |
| 18  | Sport               | 2   | 4  | 0 | 2 | 2 | 4  | 9  | –5  | Eliminados na primeira fase |
| 19  | Goiás               | 2   | 4  | 0 | 2 | 2 | 6  | 13 | –7  | Eliminados na primeira fase |
| 20  | Corinthians         | 1   | 4  | 0 | 1 | 3 | 3  | 9  | –6  | Eliminados na primeira fase |